# Erdélyi szász univerzitás
Az erdélyi szász univerzitás vagy szász universitas vagy szász egyetem (latinul universitas saxonum, németül Nationsuniversität) az erdélyi szászok önkormányzati szerve volt 1486-tól 1876-ig; ezt követően alapítványként működött 1937-ig. Élén a szász nemzet által választott, a király által megerősített szászok grófja állt.
A szász egyetem vagy univerzitás szót használták ezen kívül a királyföldi szászok összességének jelölésére, illetve az önkormányzat vezető képviselőinek megnevezésére is.
Megszületését 1486. február 6-ától számítják, amikor Mátyás király megerősítette az Andreanumban II. András magyar király által  adott kiváltságokat, és kiterjesztette ezeket a Királyföld egészére.
Az univerzitásnak közigazgatási, törvényhozói, bíráskodási, gazdasági és politikai-döntéshozó jogköre volt; egyedül a királynak volt alárendelve. Az egyetem gyűlésein döntöttek a szászokra kivetett adó kirovásáról székenként és vidékenként; az egyetem hatáskörébe tartozott a szászok földjén az árak és mértékegységek meghatározása, valamint a céhek alapításának engedélyezése. Az egyetem szabályozta továbbá a mindennapi élet kérdéseit is; ezen felül a szászok feletti ítélkezés kizárólag a szász egyetem illetékességi körébe tartozott.

## Története

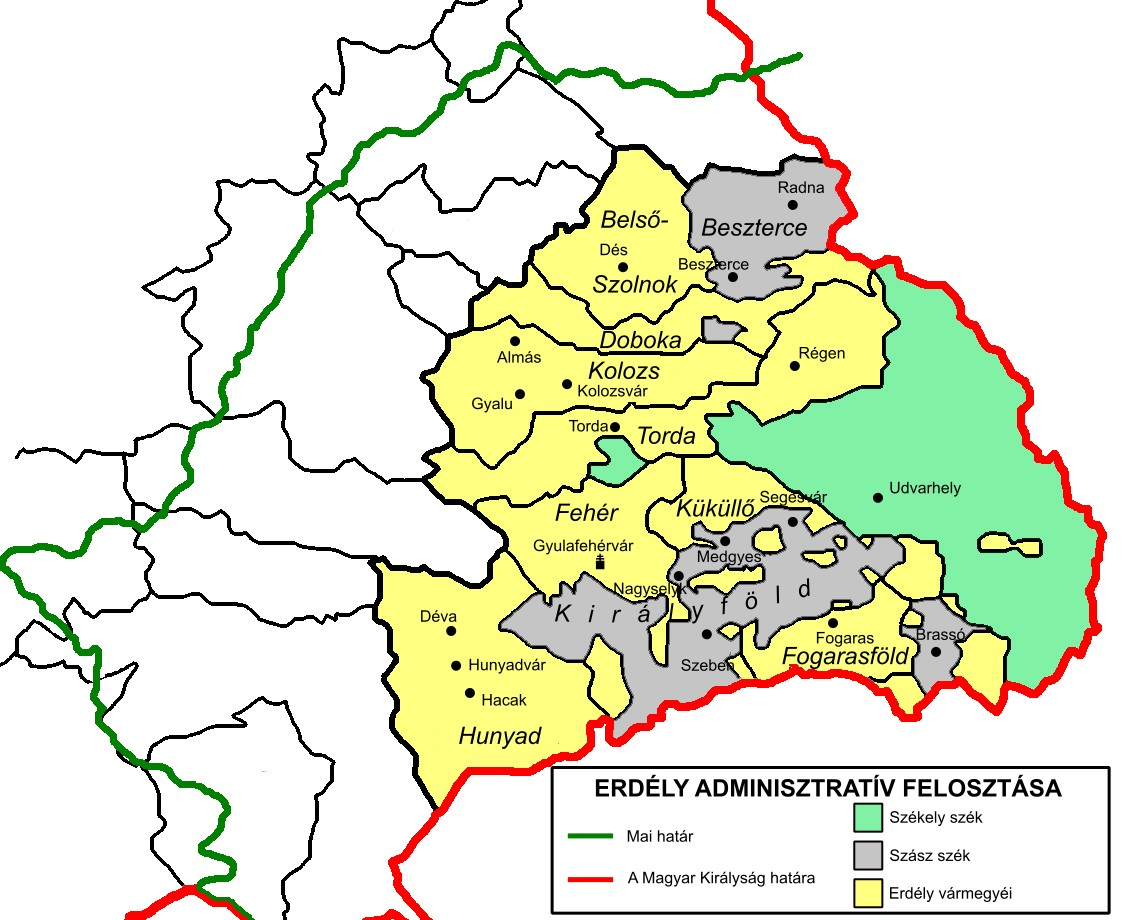
A Királyföld elhelyezkedése Erdélyben

Az Erdélybe betelepített szászok kiváltságait az Andreanum, azaz a II. András magyar király által kibocsátott kiváltságlevél tartalmazta, amely többek között azt is rögzítette, hogy „azon nép, mely Szászvárostól Barótig és Darócig terjed, a székelyföldi Sebessel együtt egy nép legyen, egy bíró alatt álljon.” Az adót nem egyénenként, hanem közösségként fizették a királynak, a föld a szászok közös tulajdona volt. Közigazgatási szempontból területeiket vármegyékre osztották, amelyeknek élén a király által kinevezett ispán állt. A legerősebb a szebeni terület volt, amelynek gerébjei gyakran kerültek szembe az erdélyi püspökkel, illetve a vajdával.
Miután Károly Róbert 1324-ben leverte a szászok Szentpéteri Henning comes vezette lázadását, székekre osztotta a szászok által lakott Királyföldet; ekkor alakult ki az úgynevezett hét szék. A székek királybíráit eleinte a király nevezte ki, azonban 1402-ben Medgyes- és Selykszék, 1464. április 6-án Szebenszék, 1469-ben pedig a többi szász szék is megkapta a királybíró választásának jogát.
A Budai Nagy Antal vezette 1437. évi parasztfelkelés hatására a magyar, a székely és a szász rendek megkötötték a kápolnai uniót (fraterna unio, unio trium nationum), amely részben a felkelők, részben a fenyegető török veszély ellen irányult. Az uniót 1438. február 2-án a tordai országgyűlésen, illetve az 1459. évi medgyesi gyűlésen megújították. A szászok az unió során egységként léptek fel, annak ellenére, hogy az egység közigazgatási feltételei csak később alakultak ki.
Az erdélyi szászok közös adófizetésének legkorábbi adata 1475-ből való: ekkor a szász székek, Brassó városa és a Barcaság, Beszterce vidéke, valamint a kerci és egresi apátság és a Nagyszebeni prépostság falva együttesen fizettek 10 000 aranyat.
1480-ban a szász területek közösen kérelmezték Mátyás királytól területeik jogi egységesítését. A szász univerzitás megszületését 1486. február 6-ától számítják, amikor a király Budán átadta Thomas Altemberger nagyszebeni polgármesternek azt az okmányt, amely az Erdélyben élő összes szászra nézve (universorum Saxonum nostrorum partium regni nostri Transsilvanorum) megerősítette az Andreanumban foglalt kiváltságokat, és kiterjesztette ezeket a Királyföld egészére. Így az erdélyi szászok politikailag egységessé váltak; élükön a király által kinevezett ispán helyett a maguk választotta szász gróf állt, aki egyben a nagyszebeni polgármesteri tisztséget is betöltötte. A szász egyetem hatásköre Szeben, Újegyház, Szászsebes, Nagysink, Segesvár, Szászváros, Szerdahely, Kőhalom, Medgyes és Selyk székekre, valamint Brassóvidékre és Besztercevidékre terjedt ki. Kimaradt azonban a kiváltságokból a Segesvártól északra, Küküllő vármegyében fekvő tizenhárom szász falu, amelyeknek lakói jobbágyok voltak.
Az önálló Erdélyi Fejedelemség hajnalán az 1542-es tordai országgyűlés ismét megújította a három nemzet unióját, az 1544-es tordai országgyűlés pedig – amely Fráter Györgyöt főbírói címmel és kormányzói jogkörrel ruházta fel – megerősítette az erdélyi szászok kiváltságait. Ezzel a szászok önrendelkezési joga az erdélyi állam egyik alappillére lett.
1545. november 28-án a szász egyetem nagyszebeni gyűlése egységesen elfogadta a lutheri tanokat, és kötelező érvényűvé tette az Összes erdélyi német egyházi rendtartását (Kirchenordnung aller Deutschen in Siebenbürgen). Az így létrejött szász evangélikus egyház kiterjedt a szász jobbágyfalvakra is; a későbbiekben jelentős szerepet játszott az erdélyi szász identitás megőrzésében. Az egyházat a zsinat vezette, amelynek élén a szuperintendens (püspök) állott. Az univerzitás a továbbiakban a szász vallás egységének védelmében több intézkedést hozott.
A 16–17. században több sérelem érte a szász privilégiumokat. Báthory Gábor például 1610. december 11-én elfoglalta Nagyszebent, fogságba vetette a városi tanácsot, és a polgárok vagyonát elvette; a december 17-én kezdődött országgyűlés pedig fejedelmi székhellyé nyilvánította a várost. Georg Krauss történetíró szerint Báthori százezer forintot követelt elvonulása fejében, majd miután megkapta a pénzt, ígéretét megszegve a városban maradt. A szász városok és székek egységesen léptek fel a jogtalanság ellen: „Mi, a szász városok és székek polgármesterei, királybírái és esküdtei [...] örökre szövetkezünk [...] a szép arany szabadságok, privilégiumok, jogszokásaink, a jó és hasznos rend, a helységek birtokai fenntartására, amelyeket a jó emlékezetű királyok vitézségükért és lovagiasan elkövetett tetteikért elődeinknek, a szász nemzetnek adományoztak. [...] Ezt megígérjük augsburgi hitvallásunkra [...] a szász becsület és szabadságaink elvesztésének terhe alatt.” A várost és a kiváltságaikat csak 1614. január 12-én kapták vissza Bethlen Gábortól. 1625-ben a magyar nemesek és a székelyek megszavazták annak a kiváltságnak az eltörlését, mely szerint a szász városokban csak a szászoknak lehetett háztulajdona. A szászok tiltakozásul Gyulafehérvárra vonultak Bethlen Gábor elé, aki visszaállította ezt a kiváltságot. Az 1651-es országgyűlés megszüntette a szászoknak azt a kiváltságát, hogy csak saját bírájuk útján voltak perelhetők, 1656-ban azonban II. Rákóczi György helyreállította ezt.

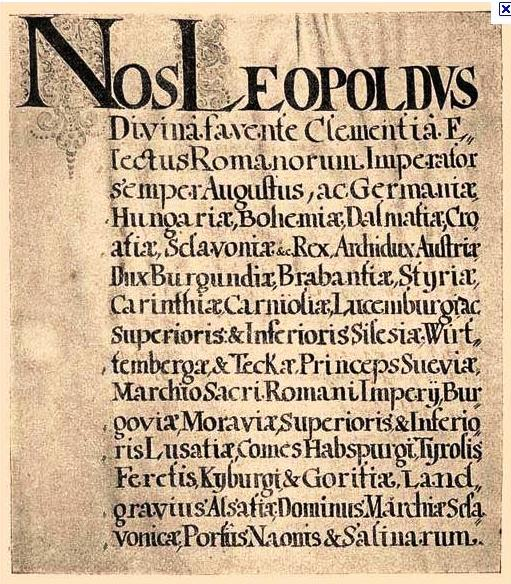
A Diploma Leopoldinum első oldala

Erdély Habsburg-uralom alá kerülésekor a szász egyetem küldöttei Valentin Frank von Frankenstein vezetésével tárgyalásokat folytattak a Habsburg-kormányzattal. Ennek eredményeképpen az I. Lipót által 1691-ben kiadott Diploma Leopoldinum megerősítette a szászok municipális jogait, ezenfelül a mindenkori szász ispán tagja lett a főtanácsnak. II. József 1781-ben megszüntette a szászok kizárólagos tulajdon- és polgárjogát a szász városokban, 1784-ben pedig feloszlatta a szász univerzitást, és vagyonát lefoglalta, azzal az indoklással, hogy a Királyföld a kincstár birtoka. 1787-ben a szászok memorandumot nyújtottak be a privilégiumaik sérelme miatt, de a kiváltságok visszaállítására csak 1790-ben került sor, II. József reformjainak visszavonásakor.
Az 1867. évi kiegyezést, illetve Erdély unióját követően az 1868. évi XLIII. törvénycikkely kimondta ugyan a nemzetek szerinti korábbi felosztás és előjogok megszüntetését, de egyelőre meghagyta az erdélyi szász univerzitást, a bírói jogkör kivételével. A szász ispánt a kormány javaslata alapján ismét a király nevezte ki. 1869-ben falvakat csatoltak át egyik szász széktől a másikhoz, ami a nemzetiségi összetétel változásával járt együtt.
Az erdélyi szászok közül az „ószászok”-nak nevezett csoport (Altsachsen) a területi autonómia fenntartását óhajtotta, az „ifjú szászok” (Jungsachsen) azonban túlhaladottnak tekintették a szász egyetemet, és a magyar vezetéssel történő megegyezést, valamint a közigazgatási egységek nagyobb autonómiáját pártolták. Az erdélyi szász univerzitás az 1872. május 11-i medgyesi gyűlésén elfogadott Szász Nemzeti Programban tudomásul vette a dualizmust, de kitartott a területi autonómia elve mellett. Ennek ellenére 1876-ban a magyar országgyűlés elfogadta a XII. törvénycikket a Királyföldről (fundus regiusról), továbbá a szász egyetem (universitas) rendezéséről és az egyetemnek, valamint az ugynevezett hét biráknak vagyonáról, amely megszüntette a szász egyetemet mint önkormányzati szervet, a további szerepét közművelődési hatóságként definiálta. A szász univerzitás vagyonát meghagyta azzal, hogy kizárólag közművelődési célokra fordítható. Az erdélyi szászok parlamenti képviselői közül Friedrich Wächter és Karl Fabritius részt vett a törvénytervezet előkészítésében, míg Carl Wolff, Joseph Gull és Adolf Zay tiltakozott a határozat ellen.
A közművelődési feladatokat ellátó, alapítványként működő szász egyetem és a szász evangélikus egyház az első világháborút követő 1921-es agrárreform következtében vagyonának több mint felét elvesztette annak a rendelkezésnek alapján, amely kisajátította a közérdekű célt szolgáló jogi személyek tulajdonában álló falusi és városi külterületi birtokokat. 1937-ben a június 1-jei hivatalos közlönyben (Monitorul Oficial) megjelent, a Szász Egyetem és Hét Bírák vagyonközösségének feloszlatásáról szóló törvény (Lege pentru desființarea comunității de avere denumită Universitatea săsească și a celor șapte juzi, împărțirea patrimoniului ei și înființarea Așezământului Cultural Mihai Viteazul) értelmében az alapítványt feloszlatták, és vagyonát felosztották a szász evangélikus egyház és az ekkor létrehozott Așezământul Cultural Mihai Viteazul nevű román kulturális egyesület között.

## Működése

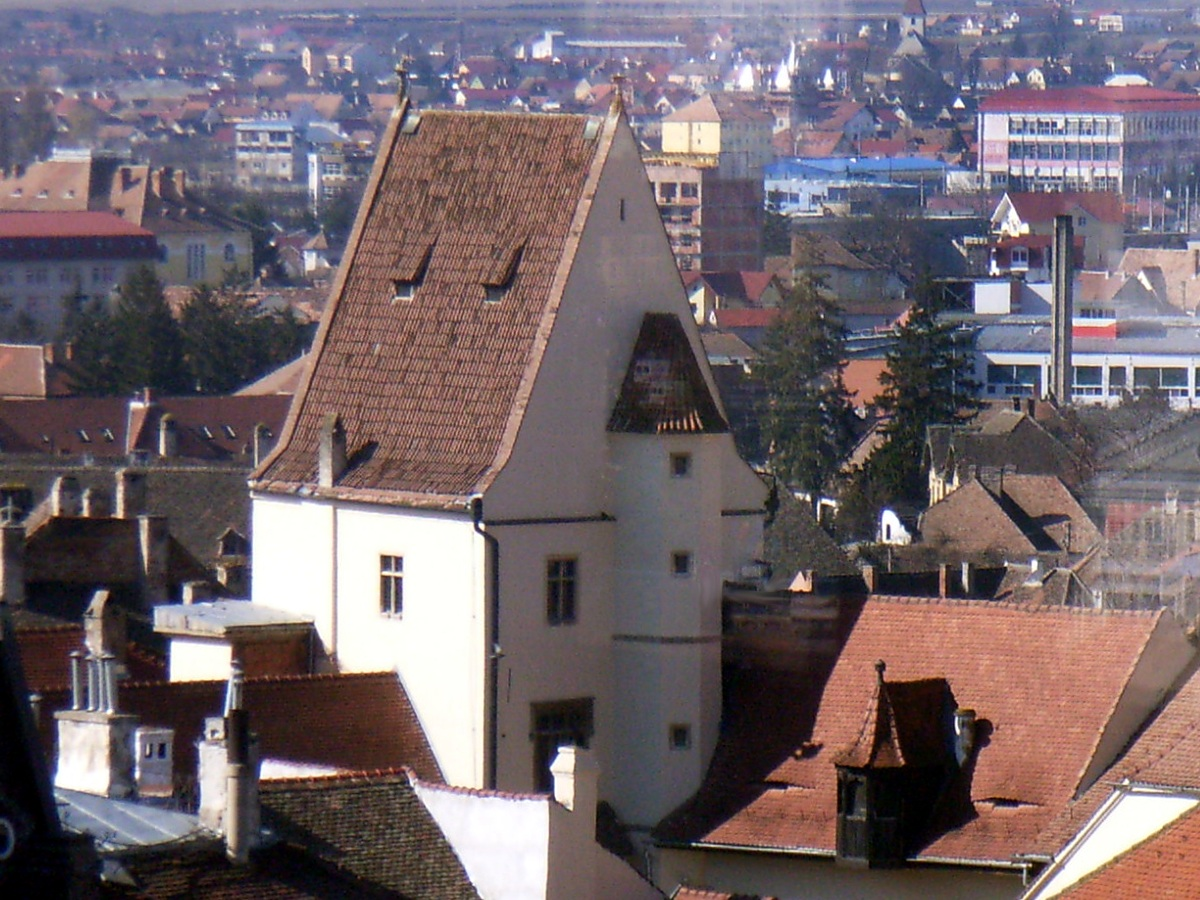
A nagyszebeni Altemberger-ház, a hajdani városháza

A szász egyetem képviselői évente kétszer, Szent György és Szent Katalin napján gyűltek össze Nagyszebenben, amely Erdély legfőbb szász városának számított. A gyűlésben a székek és a két vidék vezető tisztségviselői, illetve egy-két képviselő minden szék és vidék részéről vettek részt. Két gyűlés közti időben a közös ügyeket a nagyszebeni városi tanács fogta össze, a városi hivatali apparátus közreműködésével. Szükség esetén rendkívüli gyűlésekre is sor került. Az egyetemet a külvilág felé vezetője, a szász gróf képviselte, aki az önálló fejedelemség korában a fejedelmi tanács tagja volt, a Habsburg-uralom alatt a főtanácsban képviselte a szász nemzetet. Az erdélyi országgyűlés határozatainak érvényességéhez a másik két nemzet mellett szükség volt a szászok egyetértésére is; ugyanígy a fejedelem megválasztásához is szükség volt a szavazataikra. A szász grófot csak a tizenkét főből álló nagyszebeni városi tanács (úgynevezett „belső tanács”) tagjai közül lehetett választani.
Az univerzitásnak közigazgatási, törvényhozói, bíráskodási, gazdasági és politikai-döntéshozó jogköre volt; egyedül a királynak volt alárendelve. Az egyetem gyűlésein döntöttek a szászokra kivetett adó kirovásáról székenként és vidékenként; az egyetem hatáskörébe tartozott a szászok földjén az árak és mértékegységek meghatározása, valamint a céhek alapításának engedélyezése. Az egyetem szabályozta továbbá a mindennapi élet kérdéseit is.
A szászok feletti ítélkezés kizárólag a szász egyetem illetékességi körébe tartozott. A peres ügyekben eleinte szokásjog alapján történt az ítélethozatal, de korán megjelent a törekvés az egységes jogrendszer kialakítására. 1481-ben Thomas Altemberger összeállíttatott egy törvénykönyvet német mintára (Altemberger-kódex), de ez még csak Nagyszebenre vonatkozott. Johannes Honterus 1544-ben megjelent könyvét, a  Compendium iurus civilist a szász egyetem németre fordíttatta, de a római jogon alapuló munka nem tudott meghonosodni a szászok között. Thomas Bomel műve, a Statuta jurium municipalium civitatis Cibiniensium (1560) rendszerbe foglalta a szász szokásjogot; de sem a latin nyelvű eredeti szöveget, sem a német fordítását nem adták ki. Ennek a kéziratnak az alapján állította össze Matthias Fronius az univerzitás megbízásából a Statuta, illetve Eygenlandrecht néven ismert szász jogkönyvet. A jogszabálygyűjteményt Albert Huet közbenjárására Báthory István is megerősítette.
Fontos megjegyezni, hogy az univerzitásnak nem volt végrehajtó szerve, amely kikényszerítette volna a határozatok betartását a Királyföld egészén. Így többször előfordult, hogy a Nagyszebennel versengő Brassó nem tartotta be ezeket, vagy nem küldött követeket az univerzitás gyűlésére.